# Orimarga trispinigera
Orimarga trispinigera är en tvåvingeart som beskrevs av Alexander 1945. Orimarga trispinigera ingår i släktet Orimarga och familjen småharkrankar.
Artens utbredningsområde är Ecuador. Inga underarter finns listade i Catalogue of Life.